# PPAPER
《PPAPER》為台灣一本設計學半月刊雜誌，於2004年12月15日創刊，由包益民創辦（前發行人）。現任發行人與總編輯為胡至宜(Ive Hu)，前任總編輯為簡兢谷(Gene Ku JIAN)，至2020年5月卸任。
PPAPER原本為月刊，每月5日出刊，2019年第201期改版為雙月刊，不定時發行特刊。

## 內容
以創意導向發展新媒體─ppaper創意月刊。根據統計，約有50,000人就讀於設計相關的科系，另外約有50,000人從事創意相關產業，PPAPER明確地和這100,000位意見領袖對話，並建立每個月二次的深度溝通。ppaper提供國內設計相關人士們設計理論及設計類相關報導等，冀望提供精簡實用的設計觀點和創意啟發。2004年9月將在全省7-11、誠品及中華民國、香港各大書店販售。

## 外部連結
- ppaper（页面存档备份，存于）